# Синдром Стендаля
Синдро́м Стенда́ля или флорентийский синдром — психогенная реакция, характеризующаяся частым сердцебиением, головокружением и галлюцинациями, которые вызывает стресс от эстетических переживаний. Термин предложен итальянским психиатром Грациэллой Магерини, но не закреплён в профессиональной литературе и не включается в научные классификации.

## Происхождение
Магерини ввела данный термин в своей книге «Синдром Стендаля» (итал. La sindrome di Stendhal), изданной в 1989 году, и направленной на широкую аудиторию. Синдром получил название по имени французского писателя XIX века Стендаля, описавшего в книге «Рим, Неаполь и Флоренция» свои ощущения во время визита в 1817 году во Флоренцию.

 Я достиг уже той степени душевного напряжения, когда вызываемые искусством небесные ощущения сливаются со страстным чувством. Выйдя из Санта-Кроче, я испытывал сердцебиение, то, что в Берлине называют нервным приступом: жизненные силы во мне иссякли, я едва двигался, боясь упасть.
Оригинальный текст (фр.)J’étais arrivé à ce point d’émotion où se rencontrent les sensations célestes données par les beaux arts et les sentiments passionnés. En sortant de Santa Croce, j’avais un battement de cœur, ce qu'on appelle des nerfs, à Berlin; la vie était épuisée chez moi, je marchais avec la crainte de tomber.

## Симптомы
Симптоматика проявляется, когда человек находится под воздействием произведений изобразительного искусства, поэтому нередко синдром возникает в месте их сосредоточения — музеях, картинных галереях. Симптомы могут вызвать не только предметы искусства, но и чрезмерная красота природы: природных явлений, животных, невероятно красивых людей. Т. н. «синдром Стендаля» не выделяется медициной в качестве особого психического состояния или психического расстройства.
Несмотря на множество описаний приступов у людей, посещавших флорентийскую галерею Уффици, синдром был описан только в 1979 году итальянским психиатром Грациэллой Магерини, которая исследовала и описала свыше 100 одинаковых случаев среди туристов во Флоренции. В одноимённой книге она классифицировала случаи болезни по их происхождению:
- туристы из Северной Америки и Азии не подвержены этому синдрому, поскольку это не связано с их культурой;
- туристы-итальянцы тоже имеют иммунитет, поскольку такая атмосфера естественна для них;
- среди прочих туристов наиболее подвержены ему одинокие люди с классическим или религиозным образованием, вне зависимости от их половой принадлежности.

Впервые диагноз был поставлен в 1982 году.
Чаще всего кризис наступает во время визита в один из 50 музеев Флоренции, колыбели Ренессанса. Внезапно посетитель оказывается поражён глубиной чувств, которые художник вложил в своё произведение. При этом он необычайно остро воспринимает все эмоции, как бы переносясь в пространство изображения. Реакции жертв синдрома различны, вплоть до истерии или попыток разрушить картину. Несмотря на относительную редкость синдрома, охранников флорентийских музеев специально обучают, как вести себя с жертвами этого синдрома.
Термин часто используется для описания реакции слушателей на музыку периода романтизма .

## Проявления
В среднем, в музеях Флоренции наблюдается от 10 до 20 случаев в год. Особенно часто к расстройству приводит осмотр скульптуры Давид Микеланджело и картины Рождение Венеры Боттичелли (галерея Уфицци). Некоторые люди теряют самообладание, многие плачут. Наблюдался, по меньшей мере, один эпилептический припадок и один инфаркт.

## В кинематографе
- «Ночь генералов» (1967), режиссёр Анатоль Литвак — генерал Танц (Питер О’Тул)
- «Синдром Стендаля» (1996) — заключительная часть кинотрилогии Дарио Ардженто («Травма», «Церковь», «Синдром Стендаля»)